# Coenraad Jacob Temminck
Coenraad Jacob Temminck (Amszterdam, 1778. március 31. - Lisse, 1858. január 30.) holland arisztokrata és zoológus. Zoológiai szakmunkákban nevének rövidítése: „Temminck”.

## Munkássága
Temminck 1820-tól haláláig a leideni Országos Természetrajzi Múzeum első igazgatója volt. 1815-ben kiadott műve, a Manuel d'ornithologie, ou Tableau systematique des oiseaux qui se trouvent en Europe (1815) sokáig az európai madarakról írt egyetlen összefoglaló munka volt. Apjától, aki a Holland Kelet-indiai Társaság kincstárnoka volt, nagy madárgyűjteményt örökölt.
Temminck a szerzője a Histoire naturelle générale des Pigeons et des Gallinacées (1813-1817), Nouveau Recueil de Planches coloriées d'Oiseaux (1820-1839) műveknek, és részt vett Philipp Franz von Siebold Fauna japonica (1844-1850) című műve emlősökről szóló fejezeteinek megírásában.

## Fontosabb művei
- Las Posesiones holandesas en el Archipiélago de la India. Manila, 1855
- Esquisses zoologiques sur la côte de Guiné … le partie, les mammifères. Brill, Leiden, 1853
- Coup-d'oeil général sur les possessions néerlandaises dans l'Inde archipélagique. Arnz, Leiden, 1846–49
- Nouveau recueil de planches coloriées d'oiseaux. Levrault, Paris, 1838
- Monographies de mammalogie. Dufour & d'Ocagne, Paris, Leiden, 1827–41
- Atlas des oiseaux d'Europe, pour servir de complément au Manuel d'ornithologie de M. Temminck. Belin, Paris, 1826–42
- Nouveau recueil de planches coloriées d'oiseaux, pour servir de suite et de complément aux planches enluminées de Buffon. Dufour & d'Ocagne, Paris, 1821
- Observations sur la classification méthodique des oiseaux et remarques sur l'analyse d'une nouvelle ornithologie élémentaire. Dufour, Amsterdam, Paris, 1817
- Manuel d'ornithologie  ou  Tableau systématique des oiseaux qui se trouvent en Europe. Sepps & Dufour, Amsterdam, Paris, 1815–40
- Histoire naturelle générale des pigeons et des gallinacés, Amsterdam, 1808–15

## Tagságai
- 1818: Leopoldina Német Természettudományos Akadémia[1]
- 1837: Orosz Tudományos Akadémia (külső tag)
- 1852: Académie des science (levelező tag)[2]
- 1855: Porosz Tudományos Akadémia(wd) (tiszteletbeli tag)

## Temminckről elnevezett állatfajok
A 19. században nagyon sok állatfajt Temminckről neveztek el. Ezek közül sok még ma is használatos:
- Cápák és halak:
  - szélesúszójú cápa Lamiopsis temminckii
  - csókos gurámi Helostoma temminckii
  - aranysávos szappanhal Aulacocephalus temminckii
  - aranybarna antennásharcsa (Ancistrus temminckii) - algaevő harcsa
  - Ditrema temminckii (sügérféle)
  - Atherinidae Hypoatherina temminckii  (kalászhalféle)
  - Zacco temminckii  (pontyféle)
  - Cirrhilabrus temminckii (ajakoshal-féle)

- Hüllők:
  - keselyűteknős Macrochelys temminckii
  - Sphenomorphus temminckii (vakondgyík-féle)

- Madarak:
  - kéktorkú tragopán Tragopan temminckii
  - vörösfejű futómadár Cursorius temminckii
  - Temminck-partfutó Calidris temminckii
  - maláj lappantyú Eurostopodus temminckii
  - kucsmás szalakóta Coracias temminckii
  - Picumnus temminckii (törpeharkály-forma)
  - Yungipicus temminckii (harkályféle)
  - rózsásfejű gyümölcsgalamb Ptilinopus porphyreus
  - Coracina temminckii (tüskésfarú-féle)
  - tüskefarkú avarjáró Orthonyx temminckii
  - Aethopyga temminckii (nektármadár-féle)
  - Pellorneum pyrrogenys (timáliaféle)

- Emlősök:
  - tömpefarkú tobzoska Manis temminckii
  - ázsiai aranymacska Catopuma temminckii
  - szelindekdenevér-féle Molossops temminckii
  - Temminck repülő róka Pteropus temminckii (denevérféle)
  - Temminck vörös kolobusz Pilocolobus badius temminckii (alfaj)